# Terčovník zední
Terčovník zední (Xanthoria parietina) je žlutý lupenitý lišejník z čeledi krásníkovité (Teloschistaceae). Je široce rozšířen, buď na pobřežních skaliscích, nebo ve vnitrozemí na zdech, borce stromů a skalách. Terčovník zední byl vybrán jako modelový organismus pro studium genomu (plánováno pro rok 2006) organizací Joint Genome Institute. V lidovém léčitelství se někde používal jako lék proti žloutence, pravděpodobně na základě jeho žluté barvy. Žlutá barva je daná sekundárním metabolitem parietinem, který stélku chrání před nepříznivým vlivem slunečního záření.

## Rozšíření

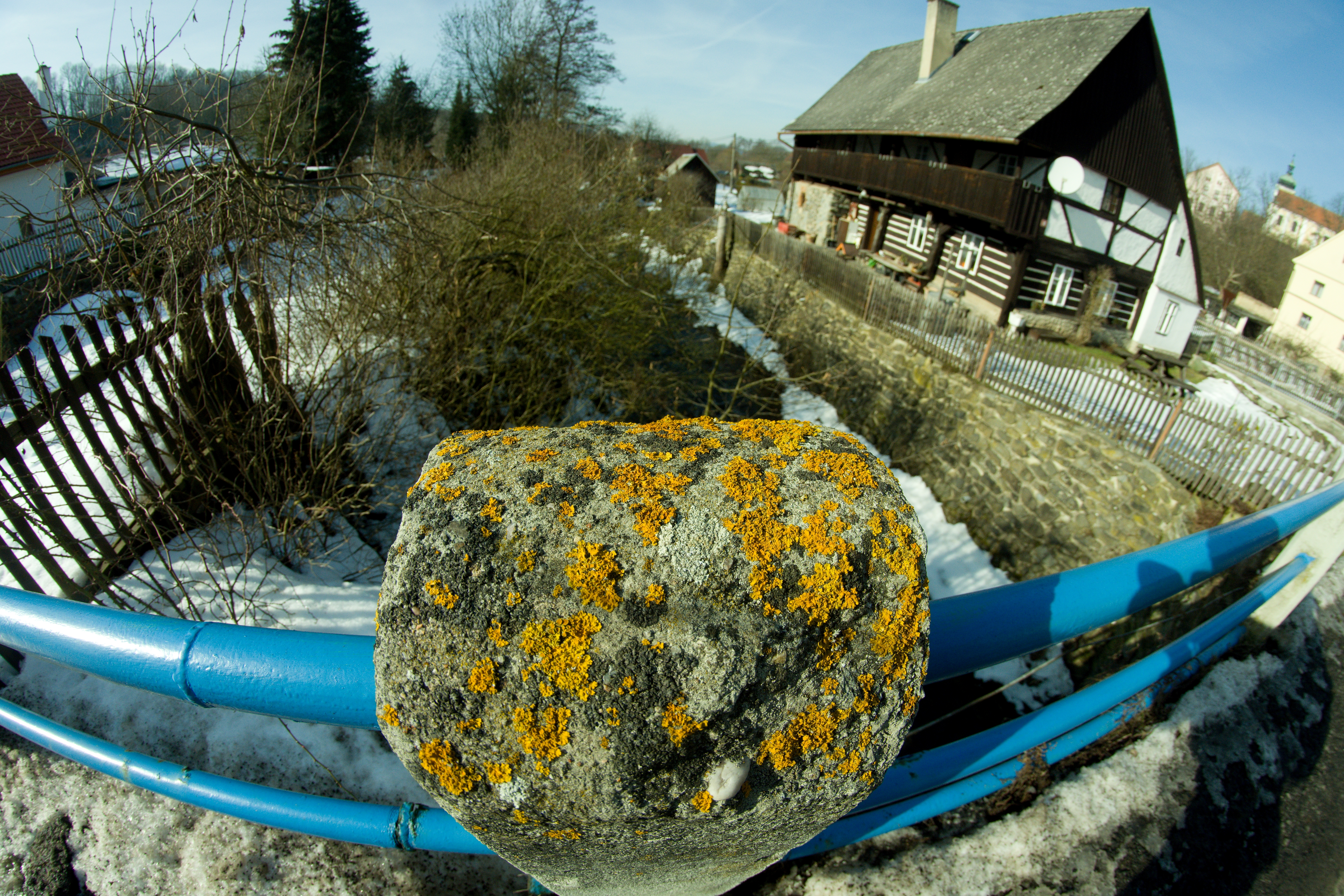
Xanthoria parietina na betonovém sloupku

Má kosmopolitní rozšíření, vzácnější je ve vyšších polohách. Roste jak epifyticky (na větvích stromů), talk epiliticky (na kamenech). Pokud roste na kamenném či betonovém substrátu, jde o místo s vysokým obsahem alkálií a dusíku. Jeho nálezy jsou hlášeny jak v podstatě z celé Evropy, tak ze Severní Ameriky či Austrálie. Jedná se o snadno identifikovatelný a velmi fotogenický druh.